# Gardone Riviera
Gardone Riviera es un municipio italiano de 2665 habitantes de la provincia de Brescia, en Lombardía. Se encuentra ubicado en las orillas del lago de Garda y es una localidad turística bastante importante.

## Lugares de interés
- El Vittoriale degli Italiani, residencia de Gabriele D'Annunzio. Ese edificio, que fue construido entre el 1921 y el 1925 y que constituye hoy en día un importante monumento nacional (monumento nazionale), fue proyectado por el arquitecto Giancarlo Maroni. El Vittoriale alberga el museo de la guerra, importantes jardines y un buque de la marina de guerra italiana.[3]

## Personajes ilustres relacionados

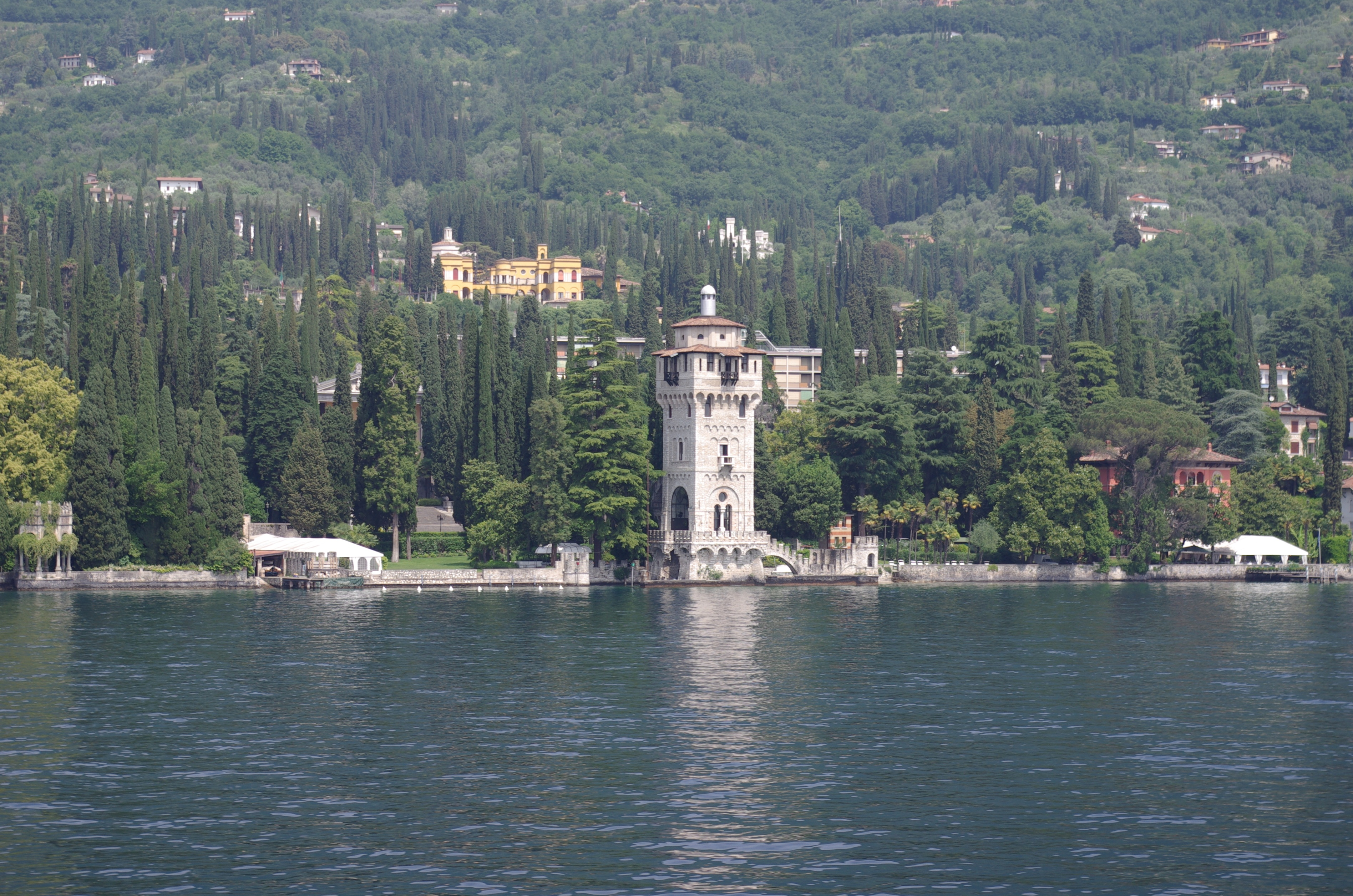
Vista de Gardone Riviera.

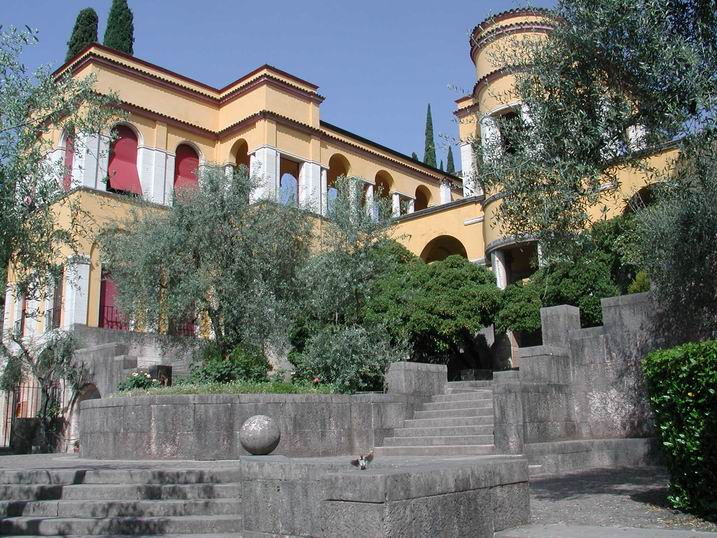
El Vittoriale, residencia de D'Annunzio.

- Gabriele D'Annunzio, escritor
- Giancarlo Maroni, arquitecto
- Ernesto Nathan Rogers, arquitecto

## Evolución demográfica
| Gráfica de evolución demográfica de Gardone Riviera entre 1861 y 2001 |
|                                                                       |
| Fuente ISTAT - elaboración gráfica de Wikipedia                       |